# Космат охлюв
Косматият охлюв (Thiara cancellata), още охлюв диадема или охлюв тиара, е вид сладководен охлюв, мекотело от клас коремоноги, семейство Thiaridae. Естественото местообитание е остров Бохол на Филипините.

## Разпространение
Косматия охлюв може да се види в плитки речни води на дълбочина 1 – 3 м и устия, предразположени към приливи и отливи. Среща се и на островите на Тихия и Индийския океан.

## Етимология
Охлювът тиара носи името си от приликата с папската тиара. Заради своите шипове е известен като „космат охлюв“ (на английски: Hairly Snail).

## Описание
Най-характерното за охлюва са крехките и деликатни израстъци оприличени на шипове или игли. Черупката е бежова, сферична спирала
Охлювът е тревопасен. Може да живее известно време извън водата и да напуска аквариумите, в които се отглежда в изкуствена среда. Достига до 5 см дължина. Живее в температури близки до 25 °C.

## Приложения
Охлювът се използва като част от търговията с декоративни домашни любимци за сладководни аквариуми.